# Rainbow (album de Mariah Carey)
Pour les articles homonymes, voir Rainbow.
Albums de Mariah Carey
#1's
(1998) Valentines
(2000)
Singles
Rainbow est le septième album studio de l'artiste américaine Mariah Carey sorti le 2 novembre 1999 sous le label Columbia Records. L'album poursuit l'évolution commencée avec l'album Butterfly qui l'amène vers le R&B. Rainbow est un mélange de hip-hop et de R&B, avec aussi quelques ballades. Carey collabore notamment avec Teddy Riley, David Foster ou encore Diane Warren, qui remplace Walter Afanasieff, le principal auteur de Carey dans les années 1990. En conséquence de sa séparation avec Tommy Mottola, Carey a plus de contrôle sur sa musique et sur l'album. Elle décide donc de collaborer avec Jay-Z, Usher et Snoop Dogg.
Dans son précédent album, Butterfly, Carey commençait à incorporer du R&B et du hip-hop dans son répertoire. Dans le but d'élargir ses horizons musicaux, Carey invite Jay-Z sur le premier single. C'est la première fois dans sa carrière qu'un autre artiste l'accompagne sur un premier single. Carey écrit des ballades plus R&B que pop et travaille avec Snoop Dogg et Usher pour Crybaby et How Much, les deux ayant un rythme R&B. Plusieurs ballades qu'elle écrit durant cette période comme Thank God I Found You et After Tonight reflètent les sentiments qu'elle a vécus dans sa vie.
Après sa sortie, Rainbow reçoit des critiques mitigées. Si beaucoup louent son éloignement de son passé et sa maturité, d'autres pensent qu'il n'est pas aussi notable que Butterfly. L'album débute à la seconde place du Billboard 200 avec 323 000 exemplaires écoulés. C'est son premier album depuis plusieurs années à ne pas être numéro un. Rainbow est certifié triple disque de platine par la Recording Industry Association of America (RIAA) pour la vente de trois millions d'exemplaires. En dehors des États-Unis, l'album est numéro un en France, atteint le top 5 en Allemagne, Australie, Autriche, Belgique, Japon, Pays-Bas et Suisse. En Europe, Rainbow est certifié disque de platine par l'International Federation of the Phonographic Industry (IFPI) pour la vente d'un million d'exemplaires sur le continent.
Cinq singles sortent pour la promotion de l'album : deux singles internationaux, deux singles promotionnels et un single en Europe. Le premier, Heartbreaker, en collaboration avec Jay-Z, devient le quatorzième numéro un de Carey dans le Billboard Hot 100 et est numéro un au Canada, en Espagne et Nouvelle-Zélande. Thank God I Found You, en collaboration avec Joe et 98 Degrees, est le second single. La chanson devient le quinzième numéro un de Carey et obtient un succès international correct. Les deux suivants, Can't Take That Away (Mariah's Theme) et Crybaby, sortent en double face A. Ils sont au centre d'une polémique entre Carey et Sony à cause de la faible promotion des singles. La reprise de Against All Odds (Take a Look at Me Now) sort en Europe et est numéro un en Irlande et au Royaume-Uni.

## Genèse
Depuis ses débuts en 1990, la carrière de Carey a été entièrement contrôlée par son mari Tommy Mottola, patron du label Sony Music Entertainment. Depuis plusieurs années, ses albums contiennent beaucoup de ballades, mais aucune chanson de hip-hop. En janvier 1995, alors qu'elle enregistre Daydream, Carey prend plus de contrôle sur son style musical et ses influences. Elle s'intéresse aux compétences de Ol' Dirty Bastard, qui apparaît sur le remix de Fantasy. Alors que Mottola était hésitant, l'influence de Carey paie : la chanson devient un tube international et les critiques la considèrent comme l'une des collaborations pionnières de la pop et du R&B.
Durant l'enregistrement et la production de Butterfly, le couple se sépare, laissant à Carey un contrôle important sur l'album inachevé. À la suite de la séparation, Carey commence à collaborer avec de jeunes producteurs et auteurs de R&B et de hip-hop tout en continuant à travailler avec Walter Afanasieff et Kenneth Edmonds. Tandis que l'album incorpore plusieurs genres musicaux qui ne sont pas présents dans ses disques précédents, Butterfly contient aussi des ballades. Si Sony accepte les nouvelles collaborations de Carey avec des auteurs et des producteurs comme P. Diddy et Bone Thugs-N-Harmony, sa maison de disques continue à focaliser la promotion sur les ballades. Après Honey, le premier single de Butterfly sorti en septembre 1997, Sony empêche la sortie de chansons R&B et sort My All comme second single international. Rainbow continue sur les traces de ses prédécesseurs, mais est encore plus imprégné de R&B et de hip-hop.

## Conception
Durant le printemps 1999, Carey commence à enregistrer le dernier disque de son contrat avec Sony, le label de son ex-mari. À l'époque, son nouveau petit ami, Luis Miguel, est en tournée en Europe. Pour passer plus de temps avec lui, elle décide d'enregistrer l'album sur l'île de Capri, en pensant que l'éloignement l'aidera à compléter son album. À l'époque, sa relation tendue avec Sony affecte son travail avec Afanasieff qui a été intensément présent durant la première partie de sa carrière. En plus de différences créatives, Mottola a donné à Afanasieff l'opportunité de travailler avec d'autres artistes. Elle pense que Mottola essaie de la séparer d'Afanasieff en voulant garder leur relation tendue. À cause de la pression et de la relation difficile entre Carey et Sony, elle termine l'album en trois mois durant l'été 1999, plus vite qu'aucun autre album. Lors d'une interview pour Blitz TV, Carey parle de sa décision d'enregistrer l'album à Capri:

« J'adore New York. Mais si je suis là-bas, j'ai envie de sortir, les amis viennent au studio, le téléphone sonne constamment. Mais à Capri, je suis dans un endroit isolé, et il n'y a personne pour me déranger. Je pense qu'à Capri, je serai capable de finir efficacement l'album sur une période courte. Et je l'ai fait. Je l'ai fait en trois mois et je me disais : « Expédiez-moi de ce label ! Je ne peux pas y rester ». La situation était devenue très difficile. »

Tout comme pour ses albums précédents, Carey coécrit et produit les chansons, en travaillant avec plusieurs producteurs de R&B et de hip-hop comme Jay-Z, Terry Lewis, Usher, Snoop Dogg, Missy Elliott, Jermaine Dupri et Bryan-Michael Cox. Pour le premier single de l'album, elle collabore avec Jay-Z et DJ Clue. Durant le printemps 1999, Carey commence à travailler avec DJ Clue sur plusieurs mélodies. Après quelques heures, ils décident d'inviter une star du hip-hop sur la piste et c'est ainsi qu'arrive Jay-Z. Un ami de longue date de Carey, Trey Lorenz, qui est présent sur la reprise de I'll Be There, ajoute « des chœurs masculins ». Carey collabore avec Jam et Lewis pour la ballade Thank God I Found You. Elle est déjà allée en studio avec le duo plusieurs fois car elle leur a demandé de venir avec un titre et une mélodie. D'ordinaire, quand Carey écrit des chansons pour Rainbow, James Wright joue de l'orgue et du piano afin d'assister Carey pour qu'elle « trouve la mélodie ». Cependant, comme Wright n'était pas présent, Lewis joue tandis que Carey le dirige dans son registre le plus grave afin de constituer la progression d'accords. Ils composent la chanson et Carey enregistre. Sachant qu'elle veut un chanteur sur la piste, Lewis contacte Joe et le groupe 98 Degrees. Après quelques heures, le groupe et Joe ont enregistré et la chanson est achevée. Lors d'une interview pour Fred Bronson, Lewis parle de la nuit où Carey a écrit  Thank God I Found You :

« Tout s'est passé la nuit. Elle nous a donné le nom de la chanson, le concept et chanté la mélodie. D'habitude, il y avait Big Jim Wright qui était assis pour travailler les accords. Il n'était pas là donc je devais travailler sur les accords moi-même. Donc je jouais et il y avait une partie de moi qui disait : « Quel accord suis-je supposé faire ? » et comme Mariah avait une bonne oreille, elle me le chantait. »

Tandis que l'album plonge dans le R&B, Carey compose quelques ballades et d'autres chansons d'amour, en travaillant avec les producteurs David Foster et Diane Warren. L'idée de travailler avec Warren vient de Foster qui pense que les deux ensemble pourraient « concevoir une ballade d'enfer ». Ils écrivent et produisent une chanson intitulée After Tonight. Carey pense que la chanson est une métaphore parfaite de sa relation avec Miguel et qui décrit sa romance à Capri. Alors qu'elles trouvent la chanson réussie, elles décrivent leur relation professionnelle différemment. Selon Foster, qui est présent lors de la session d'écriture, Carey et Warren ne sont pas toujours d'accord sur les paroles et la structure musicale des chansons. Il la décrit comme « une relation de compromis » ; Warren offre les paroles à Carey mais elle ne les aime pas ; elle veut quelque chose de plus détaillé et plus compliqué. Carey voulait produire une mélodie que Warren ne sentait pas. À la fin, Foster pense qu'elles « travaillent bien ensemble ». Après avoir enregistré la chanson, Carey invite Miguel pour en faire un duo. Cependant, après avoir enregistré plusieurs fois, Foster et Carey réalisent que la chanson ne marchera pas comme ils l'avaient prévu. Foster pense que la tonalité est « trop haute pour lui » et que les voix ne s'harmonisent pas bien. Carey n'a pas le temps de ré-enregistrer dans un registre plus grave pour s'accommoder à la voix de Miguel. Miguel, furieux de cette collaboration ratée, envoie une démo parodique à Foster. Carey, Warren et Foster écrivent ensuite Can't Take That Away (Mariah's Theme), une autre ballade de Rainbow.

## Musique et paroles
« Elle vient du point de vue des filles qui reviennent vers le même mec et qui sont incapables de se sauver elles-mêmes. Elles savent qu'elles ont sans cesse le cœur brisé et la situation ne change pas ou ne s'améliore pas pour elles tant qu'elles restent avec leur mec. J'étais une de ces filles, donc je connais un tas de choses là-dessus et elles ont besoin de garder du courage et de tourner la page ».
Comme Butterfly, les chansons de Rainbow sont choisies pour montrer que Carey est une artiste multi-genres. Tout au long de la première partie de sa carrière, ses albums se composent de chansons et de ballades. Rainbow mélange le R&B et le hip-hop avec d'autres ballades qui ressemblent à ce que Carey a déjà chanté. Heartbreaker échantillonne la chanson Attack of the Name Game de Stacy Lattisaw Convaincue, elle incorpore la mélodie et les paroles dans l'échantillon et commence à enregistrer la chanson. Cependant, après avoir terminé Heartbreaker, elle pense qu'elle a besoin d'une voix masculine pour la transformer en artiste hip-hop. Elle commence à collaborer avec Jay-Z en ré-arrangeant la chanson par un nouveau couplet. La chanson contient des paroles sur l'émancipation des femmes que Carey a écrites comme un hymne car elle a connu la même situation dans le passé. Thank God I Found You est produite par Jimmy Jam et Terry Lewis et coproduite par Carey. Elle est une chanson d'amour inspiratrice dans laquelle la chanteuse remercie Dieu d'avoir trouvé le partenaire parfait. Selon Carey, elle s'inspire de la relation qu'elle a avec Luis Miguel à cette époque,.
Avant l'enregistrement de l'album, Carey et sa sœur Allison connaissent une rupture dans leur relation. Cette-dernière contracte le SIDA en 1995 et culpabilise Mariah d'être la source de ses problèmes et de ses chagrins durant des années. Ses enfants lui ont été retirés alors qu'elle subissait un traitement contre le SIDA et pour sa santé mentale. Carey écrit une chanson intitulée Petals dans laquelle figurent les paroles les plus honnêtes qu'elle ait jamais écrites. Elle parle de ses sentiments pour sa sœur tout en décrivant sa souffrance. Dans une interview pour Fred Bronson, elle explique les paroles de Petals :

« C'est un grand exutoire pour moi d'aller au studio et d'écrire une chanson comme Petals, qui est l'une de mes chansons personnelles et aussi l'une de mes favorites. Je pense [qu'elle contient] les paroles les plus honnêtes que j'aie jamais écrites. La chanson parle de beaucoup d'émotions que je ressens envers certaines personnes proches, et la manière dont je les considère et comment leurs vies m'a touché personnellement. Pour cette raison, je chante dans un registre grave, essayant d'ajouter cet effet pour aller main dans la main avec la structure musicale de cette chanson. »

After Tonight est une chanson écrite avec David Foster et Diane Warren. Carey ressent beaucoup d'émotions avec cette chanson car elle parle de sa relation avec Miguel. La chanson est comparée à My All de Butterfly, qui a une instrumentation plutôt latino. Dans les paroles, la protagoniste demande à son amoureux s'il l'aimera toujours « après la nuit ». La reprise de Against All Odds (Take a Look at Me Now) devait être une ballade en solo. La chanson a été refaite après la sortie de l'album avec le groupe irlandais Westlife qui complète le pont. Can't Take That Away (Mariah's Theme) est l'une des ballades les plus réjouissantes et sert de message d'espoir à ses fans et ses auditeurs. Le message que dit Carey est un thème personnel de son enfance : ne pas se laisser « humilier » par les autres ni se faire prendre la lumière que tout le monde a en soi.

## Conflit avec Sony
Comme pour Butterfly deux ans auparavant, Rainbow devient le centre d'une polémique entre Carey et son label. Après le divorce de Carey avec le directeur de Sony et de Columbia Tommy Mottola, la relation entre Carey et son label se détériore. Après les deux premiers singles, Carey en veut un troisième. Elle propose que ce soit Can't Take That Away (Mariah's Theme) à cause de ses paroles. Cependant, Sony estime que l'album a vraiment besoin d'un single plus urbain et plus rythmique pour les radios. Cela débouche sur une dispute publique entre eux quand Carey commence à poster des messages sur son site internet mi-2000, informant ses fans et leur demandant de réclamer Can't Take That Away (Mariah's Theme) sur les radios. L'un des messages que Carey a laissé est :

« Normalement, beaucoup d'entre vous savent que ma situation dans ma carrière professionnelle n'est pas positive. C'est vraiment, vraiment dur. Je ne sais même pas si ce message vous est destiné car je ne sais pas si vous voulez entendre cela. J'ai reçu beaucoup de réponses négatives par certaines personnes. Mais je ne suis pas prête d'abandonner. »

Les actions de Carey sont critiquées, certains soutiennent son acharnement pour une chanson qui a besoin d'être écoutée tandis que d'autres critiquent le fait qu'elle ait rendue le conflit public. Peu après, Sony change d'avis et décide, après avoir vu les messages de Carey, de trouver un accord avec elle. Craignant de perdre leur meilleure artiste et la meilleure artiste de la décennie, Sony décide sortir la chanson en double face A avec Crybaby. Carey est d'abord contente d'avoir obtenu gain de cause mais découvre que la chanson n'obtient pas une énorme promotion, n'entrant pas dans le classement américain ni dans les autres hit-parades.

## Accueil

### Critique
Rainbow reçoit généralement des critiques positives mais aussi mitigées. La plupart d'entre elles pointent le manque d'originalité et d'amélioration par rapport à Butterfly. Stephen Thomas Erlewine d'AllMusic donne trois étoiles sur cinq et complimente « le premier album de Carey où elle écrit ses propres paroles et fait allusion à sa séparation avec Mottola ». Il trouve que les paroles sont « vraies » et « profondes » mais critique le manque d'originalité. Erlewine trouve Rainbow trop « répétitif », « majoritairement composé de ballades » et suivant trop la formule des albums précédents de Carey. Il termine sur une note moyenne et écrit : « Rainbow prouve qu'elle peut encore tenir cet équilibre difficile, mais il est difficile de ne pas être un peu déçu qu'elle ne puisse pas secouer un peu plus la musique – après tout, cela aurait été un album plus efficace si la rupture, la douleur et la joie qui bouillonnent sous la musique étaient ramenées à la surface ».
Arion Berger, un journaliste de Rolling Stone donne une note de trois étoiles sur cinq. Il pense que Rainbow est un véritable album de R&B et de hip-hop : « une chronique fiable du hip-hop populaire de la fin de l'année 1999 ». De plus, il trouve certaines ballades « banales » et il conclut la critique en disant : « Rainbow est à son apogée – et Carey à son aise – quand le hip-hop urbain et le faux R&B cohabitent dans une douce harmonie ». Robert Christgau de The Village Voice donne la note de deux étoiles en écrivant : « Pas vraiment une perle de vrai R&B, mais assez pour que ça marche ». Amy Linden de Vibe n'est pas impressionnée par l'album et écrit : « Je ne m'en occupe plus ». Même si elle complimente les styles et les artistes invités, elle trouve que Rainbow n'est pas original. Elle conclut en disant : « Rainbow pourrait lui donner plus d'admiration. Pour moi ? C'est OK ». Danyel Smith d'Entertainment Weekly donne à Rainbow la note B+ et conclut : « ce qui commence avec Butterfly finit avec Rainbow – peut-être les premières vraies couleurs de Carey en tant qu'artiste ». Elysa Gardner de Los Angeles Times donne à Rainbow la note de trois étoiles et demie sur quatre. Elle complimente le mélange de chansons R&B fraiches avec de belles ballades vocales et mélodiques. « Exhibant une autorité émotionnelle pour montrer ses prouesses techniques, Carey nous donne une vision de l'amour qui est dynamique sans être prétentieuse ». Steve Jones donne à Rainbow la note de trois étoiles sur quatre et le trouve « coloré » avec « quelques-unes de ses réalisations les plus irrésistibles ».

### Commercial

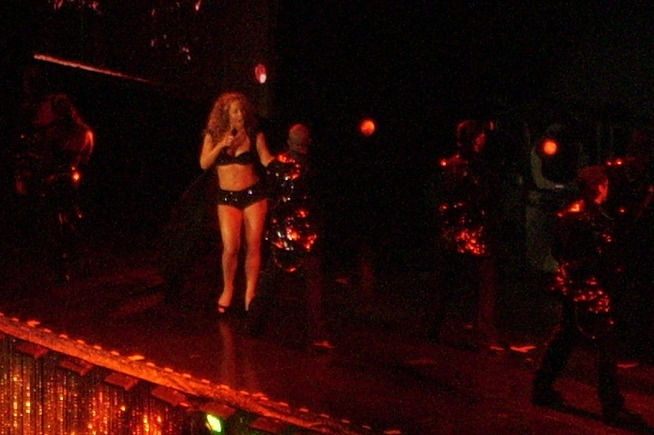
Carey interprétant Heartbreaker lors de la tournée The Adventures of Mimi Tour.

Rainbow débute à la seconde place du Billboard 200 avec 323 000 exemplaires écoulés, ce qui représente la plus grosse vente de Carey pour une première semaine. La deuxième semaine, il est encore numéro deux avec 228 000 exemplaires écoulés derrière Breathe de Faith Hill. Au bout de la huitième semaine, durant la semaine de Noël, il se vend à 369 000 exemplaires et est en neuvième position. Il devient le premier album de Carey depuis Merry Christmas à ne pas être numéro un. Au total, Rainbow reste dans le top 20 pendant dix semaines et dans le classement pendant 35 semaines. Il est certifié triple disque de platine par la Recording Industry Association of America (RIAA) pour la vente de trois millions d'exemplaires. Selon Nielsen Soundscan, l'album s'est vendu à 2 946 000 exemplaires. Au Canada, Rainbow débute à la deuxième place et est certifié double disque de platine par la Canadian Recording Industry Association (CRIA). L'album s'est vendu à plus de 300 000 exemplaires.
Rainbow débute à la troisième place du hit-parade australien et y reste pendant sept semaines. Il est certifié disque d'or par l'Australian Recording Industry Association (ARIA) pour la vente de 35 000 exemplaires. En France, l'album rencontre beaucoup de succès et est numéro un des ventes et reste dans le top 40 pendant 34 semaines. L'album est certifié disque de platine par le Syndicat national de l'édition phonographique (SNEP) pour la vente de 813 000 exemplaires,. En Allemagne, Rainbow atteint la troisième position et est certifié disque de platine par la Bundesverband Musikindustrie (BVMI) pour la vente de 500 000 exemplaires. Au Royaume-Uni, l'album débute à la huitième place mais reste seulement quatre semaines dans le top 100. Rainbow est certifié disque d'or par la British Phonographic Industry (BPI) pour la vente de 100 000 exemplaires. De plus, Rainbow est certifié disque de platine au Brésil, en Nouvelle-Zélande, en Espagne ainsi que disque d'or en Argentine, Belgique, aux Pays-Bas et en Suisse. En Europe, l'album se vend à deux millions d'exemplaires et est certifié disque de platine par l'International Federation of the Phonographic Industry (IFPI).

## Singles
Cinq singles sortent pour la promotion de Rainbow : deux dans le monde et trois dans certains pays. Heartbreaker, le premier single de l'album, devient le quatorzième numéro un de la chanteuse. En plus, d'y être restée deux semaines, elle est numéro un au Canada et en Nouvelle-Zélande,. Ailleurs, Heartbreaker rencontre beaucoup de succès et atteint le top 5 en France et au Royaume-Uni ainsi que le top 10 en Allemagne, Australie, Belgique, Pays-Bas et Suisse. Heartbreaker reçoit des avis mitigés de la part des critiques musicaux. Arion Berger de Rolling Stone la trouve « nasale, soyeuse et déclarative » avec un « rythme filtre ». De plus, Berger la compare avec Fantasy pour l'usage similaire d'un échantillon. Robert Christgau considère la chanson comme l'une de ses favorites sur Rainbow et comme « un vrai R&B ». Le clip coûte 2,5 millions de dollars et est l'un des clips les plus chers. Il montre Carey en train d'aller au cinéma avec ses amies quand elle rencontre son petit ami avec une autre fille. Thank God I Found You est le second single de l'album. Elle devient son quinzième numéro un et rencontre un succès correct en Europe. Arion Berger de Rolling Stone loue la production de la chanson ainsi que l'harmonie de 98 Degrees. Le clip montre un concert de Carey avec le groupe.
Crybaby et Can't Take That Away (Mariah's Theme) sortent simultanément en double face A. Les chansons sont au centre d'une polémique entre Carey et son label Columbia Records et son label Sony Music Entertainment à cause de leur faible promotion. Robert Christgau de The Village Voice commente que Crybaby « n'est pas une vraie infection R'n'B » mais écrit : « c'est bien de simuler cela ». Le clip montre Carey passant la nuit dans son appartement, buvant du vin et mangeant des céréales tout en essayant de dormir. Snoop Dogg fait une apparition à la télévision. Il y a deux clips pour Can't Take That Away (Mariah's Theme). Les deux présentent cinq fans qui racontent leurs histoires sur les douleurs et les abus de leur enfance et disent en quoi la chanson les a inspirés. Le dernier single de Rainbow, Against All Odds (Take a Look at Me Now) ne reçoit pas beaucoup de promotion. Après avoir rencontré un succès moyen, une nouvelle version sort en collaboration avec Westlife, en Irlande et au Royaume-Uni. Elle rencontre beaucoup de succès en étant numéro un dans les deux pays. Le clip montre Carey et Westlife sur un bateau à Capri. On les voit tantôt dans le studio tantôt en train d'explorer l'île mais Carey n'a jamais ré-enregistré la chanson pour cette version.

## Promotion

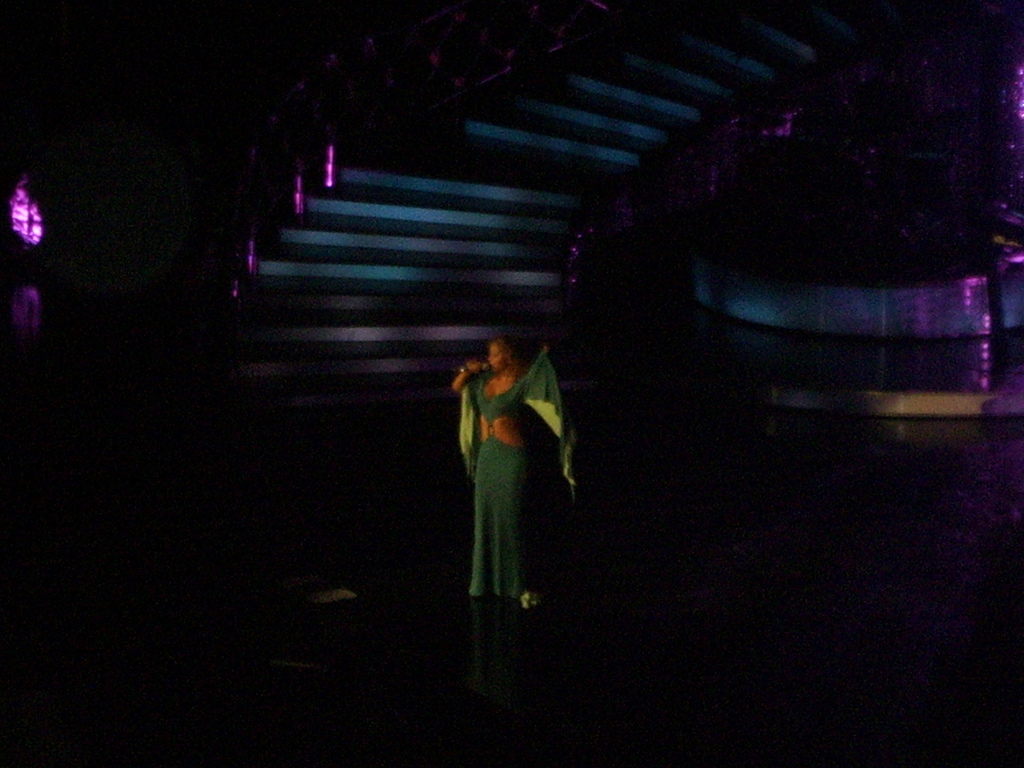
Carey interprétant Thank God I Found You pendant The Adventures of Mimi Tour.

Avant la sortie de l'album, Carey interprète My All et Hero avec Luciano Pavarotti sur l'album Pavarotti & Friends for Guatemala and Kosovo. Le concert est enregistré à Modène durant l'été 1999 et sort le 21 septembre pour venir en aide au Guatemala et au Kosovo. Carey fait plusieurs émissions télévisées et de cérémonies et lors d'une émission spéciale qui lui est consacrée. Intitulée The Mariah Carey Homecoming Special, c'est un mini-concert filmé à son université à Huntington. L'émission a été diffusée le 21 décembre 1999 sur Fox Broadcasting Company et Jay-Z y est présent. Carey interprète Heartbreaker et le remix aux MTV Europe Music Awards le 11 novembre 1999 à Dublin, Irlande. Pour cette prestation, Da Brat et Missy Elliott rejoignent Carey sur scène. Elle interprète la chanson à The Oprah Winfrey Show avec le duo, à Top of the Pops, Vivement dimanche et The Today Show avec Can't Take That Away (Mariah's Theme) et Hero. Carey interprète Thank God I Found You lors des American Music Awards, dans les émissions Top of the Pops, Friday Night's All Wright, Soulier d'or, Wetten, dass..? et Quelli Che... il Calcio. Elle interprète Can't Take That Away (Mariah's Theme) et Against All Odds (Take a Look at Me Now) à l'émission The View et aux Blockbuster Entertainment Awards.
Pour promouvoir Rainbow, Carey embarque dans sa quatrième tournée, le Rainbow World Tour. Elle se compose de 19 concerts : six en Europe, quatre en Asie et neuf en Amérique de Nord. Durant les deux tournées précédentes, elle n'a été qu'en Europe et en Asie à cause de l'accueil mitigé du Music Box Tour en 1993. Cependant, après avoir battu les records de ventes de tickets en Europe et en Asie, elle pense qu'il vaut mieux tenter dans son pays natal. La programmation comporte plusieurs chansons de ses albums précédents et quelques pistes de Rainbow. Missy Elliott et Da Brat font la première partie des concerts. Les tickets se vendent très rapidement en Amérique. En Asie et en Europe, les ventes reflètent celles de ses deux précédentes tournées. Les critiques ont été positives et mitigées. Quelques critiques et fans lui reproche d'avoir « une voix rauque et fatiguée » tandis que d'autres commentent sa garde-robe. Plusieurs critiques et spectateurs sont ravis de la tournée et la considèrent comme une célébration intense de sa carrière.

## Liste des Pistes
| No  | Titre                                                | Auteur | Durée |
| --- | ---------------------------------------------------- | --- | ----- |
| 1.  | Heartbreaker (avec Jay-Z)                            | Mariah Carey, Shawn Carter, Narada Michael Walden, Shirley Ellison, Lincoln Chase, Jeffrey Cohen                          | 4:46  |
| 2.  | Can't Take That Away (Mariah's Theme)                | Mariah Carey, Diane Warren                                                                                                | 4:33  |
| 3.  | Bliss                                                | Mariah Carey, James Harris III, Terry Lewis, James "Big Jim" Wright                                                       | 5:44  |
| 4.  | How Much (avec Usher)                                | Mariah Carey, Bryan-Michael Cox, Jermaine Dupri, Daryl Harper                                                             | 3:31  |
| 5.  | After Tonight                                        | Mariah Carey, Diane Warren, David Foster                                                                                  | 4:16  |
| 6.  | X-Girlfriend                                         | Mariah Carey, Kandi Burruss, Kevin Briggs                                                                                 | 3:58  |
| 7.  | Heartbreaker (Remix) (avec Da Brat et Missy Elliott) | Mariah Carey, Narada Michael Walden, Shawntae Harris, Melissa Elliott, Calvin Broadus, Andre C. Young, Warren Griffin III | 3:15  |
| 8.  | Vulnerability (Interlude)                            | Mariah Carey | 1:12  |
| 9.  | Against All Odds (Take a Look at Me Now)             | Phil Collins | 3:25  |
| 10. | Crybaby (avec Snoop Dogg)                            | Mariah Carey, Calvin Broadus, Trey Lorenz, Teddy Riley, Gene Griffin                                                      | 5:20  |
| 11. | Did I Do That? (avec Mystikal et Master P)           | Mariah Carey, Craig B., Tracey Waples, Joseph Johnson                                                                     | 4:16  |
| 12. | Petals                                               | Mariah Carey, Jimmy Harris, Terry Lewis, James Wright                                                                     | 4:23  |
| 13. | Rainbow (Interlude)                                  | Mariah Carey, Jimmy Harris, Terry Lewis                                                                                   | 1:32  |
| 14. | Thank God I Found You (avec Joe et 98 Degrees)       | Mariah Carey, Jimmy Harris, Terry Lewis                                                                                   | 4:17  |

| 15. | Theme from Mahogany (Do You Know Where You're Going To) (Édition française) | Michael Masser, Gerald Goffin | 3:47 |
| 16. | Against All Odds (Take a Look at Me Now) (avec Westlife)                    | Phil Collins                  | 3:25 |

## Crédits
| Musique - Mariah Carey – chant, auteur, chœurs - David Foster – claviers, auteur - Diane Warren – auteur - Narada Michael Walden – guitares, programmation - Bryan-Michael Cox – basse, claviers - Jermaine Dupri – programmation, percussions - James "Big Jim" Wright – claviers, basse - Terry Lewis – synthétiseurs, claviers, rythme - James Harris III – synthétiseurs - Trey Lorenz – chœurs - Cindy Mizelle – chœurs - Melonie Daniels – chœurs - Kelly Price – chœurs - Shanrae Price – chœurs | Production - Mariah Carey – arrangement, productrice - David Foster – arrangement, producteur - Diane Warren – arrangement - Jermaine Dupri – arrangement, producteur - Narada Michael Walden – producteur - Terry Lewis – arrangement, producteur - James Harris – producteur - Bryan-Michael Cox – producteur - Melissa Elliott – producteur - Calvin Broadus – producteur - Shawn Carter – producteur - DJ Clue – arrangement, producteur |

## Classements et certifications
| Pays                                        | Position | Certification |
| ------------------------------------------- | -------- | ------------- |
| Allemagne                                   | 3        | Platine       |
| Argentine                                   | –        | Or            |
| Australie                                   | 4        | Or            |
| Autriche                                    | 4        | –             |
| Belgique (Nl)                               | 14       | Platine       |
| Belgique (Fr)                               | 5        | Platine       |
| Brésil                                      | –        | Platine       |
| Canada                                      | 2        | 2 × Platine   |
| Espagne                                     | 7        | Platine       |
| Europe                                      | 1        | Platine       |
| Finlande                                    | 2        | –             |
| France                                      | 1        | Platine       |
| Italie                                      | 10       | –             |
| Japon                                       | 2        | –             |
| Malaisie                                    | 3        | –             |
| Norvège                                     | 11       | –             |
| Nouvelle-Zélande                            | 11       | Platine       |
| Pays-Bas                                    | 4        | Or            |
| Royaume-Uni                                 | 8        | Or            |
| Suède                                       | 15       | –             |
| Suisse                                      | 2        | Or            |
| États-Unis Billboard 200                    | 2        | 3 × Platine   |
| États-Unis Billboard Top R&B/Hip-Hop Albums | 2        | 3 × Platine   |

| Pays                     | Position | Année | Période   |
| ------------------------ | -------- | ----- | --------- |
| Australie                | 71       | 1999  | 1998-1999 |
| Belgique (Nl)            | 85       | 1999  | 1998-1999 |
| Belgique (Fr)            | 48       | 1999  | 1998-1999 |
| France                   | 5        | 1999  | 1998-1999 |
| Pays-Bas                 | 97       | 1999  | 1998-1999 |
| États-Unis Billboard 200 | 157      | 1999  | 1998-1999 |
| Belgique (Nl)            | 89       | 2000  | 1999-2000 |
| Belgique (Fr)            | 51       | 2000  | 1999-2000 |
| France                   | 67       | 2000  | 1999-2000 |
| Suisse                   | 98       | 2000  | 1999-2000 |
| États-Unis Billboard 200 | 31       | 2000  | 1999-2000 |

### Classements des singles
| 1999                             | Heartbreaker (avec Jay-Z)               | 1  | 1  | 9  | 10 | 1 | 4  | 7  | 1  | 5  | 7  | - ÉU : Or - AUS : Platine - FR : Or - NZ : Platine |
| 2000                             | Thank God I Found You (avec 98 Degrees) | 1  | 1  | 28 | 27 | 2 | 28 | 24 | 34 | 10 | 17 | - ÉU : Or                                          |
| 2000                             | Crybaby                                 | 28 | 23 | –  | –  | 4 | –  | 27 | –  | –  | –  | –                                                  |
| 2000                             | Can't Take That Away (Mariah's Theme)   | 28 | –  | –  | –  | – | –  | 45 | –  | –  | –  | –                                                  |
| 2000                             | Against All Odds                        | –  | –  | 29 | –  | – | 18 | 27 | –  | –  | 20 | –                                                  |
| 2000                             | Against All Odds (avec Westlife)        | –  | –  | –  | 52 | – | –  | 29 | –  | 1  | –  | - RU : Argent                                      |
| "–" Aucune entrée/certification. |                                         |    |    |    |    |   |    |    |    |    |    |                                                    |

## Compléments